# غاما العظيم
وُلِد غاما العظيم في منطقة أمريتساري في جابوال، ثم انتقل بعدها إلى مقاطعة البنجاب في منطقة راج المستعمرة البريطانية، عام 1878، وقد حصل على النسخة الهندية من بطولة العالم للوزن الثقيل في 15 من تشرين الأول سنة 1910، وواصل هزيمة أبطال المصارعة في جميع أنحاء العالم. وهو لم يهزم في مسيرةٍ امتدت لأكثر من 52 عاماً، فهو يعتبر أحد أعظم المصارعين على مر العصور.

## النشأة
وُلِد غلام محمد بكش بت في منطقة أمريتساري بقرية جابوال من عائلة مسلمة كشميرية  مشهورة بالمصارعين في مقاطعة البنجاب شمالي الهند. وقد جاء من عائلة تمارس المصارعة والتي كانت تعرف بإنجاب مصارعين محترفين. يعتقد المؤرخون أن عائلة بوت كانت في الأصل من الكشميريين البراهميين أو بتسمية أخرى (بوتا) الذين اعتنقوا الإسلام أثناء الحكم الإسلامي في كشمير.  وكان لدى غاما زوجتان: واحدة في مقاطعة البنجاب والاخرى في بارودا، غوجارات، في الهند. وبعد وفاة والده محمد عزيز بكش عندما كان في السادسة من عمره، وُضع جاما تحت رعاية جده والد الأم نان باهالوان. وبعد وفاته، انتقل غاما ليصبح تحت رعاية عمه إيدا، وهو مصارع آخر، والذي بدوره ايضاً بدأ بتدريب غاما على المصارعة. ولوحِظ لأول مرة في سن العاشرة، عام 1888، عندما دخل منافسة لأقوى رجل أقيمت في جودبر، والتي تضمنت العديد من التدريبات الشاقة مثل تمرين القرفصاء. وحضر المسابقة أكثر من أربعمائة مصارع، وكان غاما من بين آخر خمسة عشر مصارعاً ونال لقب الفائز من قبل أمير جودبر بسبب صغر سنه. وتم أخذه بعد ذلك إلى التدريب من قبل أمير داتيا.

## التدريب والنظام الغذائي
يتألف تدريب غاما اليومي من المصارعة مع أربعين من زملائه المصارعين في أكدا (الحلبة). وعمل ما لا يقل عن خمسة آلاف بايثاكس (كلمة هندوسية لتمرين القرفصاء) (بمتوسط سرعة بين 100-200 تمرين قرفصاء في الدقيقة الواحدة) وثلاثة آلاف داندس (كلمة هندوسية لتمرين الرفع) (متوسط سرعة بين 50-100 تمرين رفع في الدقيقة) في اليوم أو حتى في بعض الأحيان بين أكثر من 30 إلى 45 دقيقة على حدا عن طريق ارتداء جهاز خاص للمصارعة يكون على شكل حلوى الدونَتْ يسمى هازلي للقنطار الواحد (ما يقارب 100 كيلوغرام).
يتضمن النظام الغذائي الخاص لغاما:
1.   عشرة أرطُل من مخفوق الحليب كل يوم
2.   1.5 رطل من اللوز المسحوق
3.   نصف رطل من السَمْن
4.   ستة أرطُل من الزبدة
5.   ثلاثُ سلاتٍ من الفواكه الموسمية
6.   قطعتين من لحم الضأن المجفف
7.   ستُ قطع من الدجاج المجفف
8.   إلى جانب عصائر الفاكهة الطبيعية
و غيرها من المكونات لتعزيز جهازه الهضمي وصحته البدنية.

## السيرة

### المواجهة الأولى مع رحيم بكش سلطاني والا
ارتبطت الشهرة بغاما عام 1895، وكان في سن السابعة عشر من عمره عندما تحدّى بطل المصارعة الهندي في ذلك الوقت، رحيم بكش سلطاني والا الذي يعد بمنتصف العمر، وهو مصارع عرقي كشميري آخر من جوجرانوالا، وحالياً مقاطعة البنجاب في باكستان. بطول 7 أقدام تقريباً وبسجل رائع في الفوز، كان من المتوقع أن يهزم رحيم غاما وهو بطول 5.7 بسهولة. النقطة السلبية الوحيدة لرحيم كان عمره حيث كان أكبر سناً بكثير من غاما، إضافة إلى قرب انتهاء  مسيرته. استمرت المباراة ل وانتهت في النهاية بالتعادل.
كان النزال مع رحيم نقطة تحول في مسيرة غاما. وبعد ذلك، كان ينظر إليه باعتباره المنافس التالي على لقب ما يسمى رستم الهند أو بطولة المصارعة الهندية. في الجولة الأولى، بقي غاما بوضعية الدفاع، لكن في الجولة الثانية، بدأ غاما بالهجوم.  وعلى الرغم من النزيف الحاد في أنفه وأذنيه، لكنه تمكن من خلق أضرار جسيمة لرحيم بكش.
و بحلول عام 1910، هزم غاما جميع المصارعين الهنود البارزين الذين واجهوه باستثناء البطل آنذاك، رحيم بكش سلطانيوالا (رستم الهند أو البطل المهيمن على الهند). وفي هذا الوقت، وضع صوب انتباهه على بقية العالم. وبرفقة شقيقه الأصغر إمام بكش، أبحر غاما إلى إنجلترا للتنافس مع المصارعين الغربيين ولكنه لم يتمكن من الدخول الفوري للمنافسه، بسبب قصر قامته.

### بطولة لندن
في لندن، أطلق غاما تحدياً يتمثل بمقدوره أن يلقي أي ثلاثة مصارعين خلال ثلاثين دقيقة ومن أي فئة وزنية. ولكن هذا التحدي اعتُبِر أمراً ساذجاً من قبل المصارعين ومنظم مباريات المصارعة آر بي بنجامن. لفترة طويلة لم يتقدم أحد لقبول التحدي. ولتهدئة الوضع، قدم غاما تحدياً آخر لمصارعين الوزن الثقيل بالتحديد. تحدى ستانيسلاس زبيشكو وفرانك غوتش، بأنه إما يهزمهما أو يدفع لهما أموال الجائزة ويعود حيث ادراجه. المصارع المحترف الأول الذي قبل التحدي هو الأمريكي بنجامين رولر. في المباراة، قام غاما بتثبيت رولر مدة دقيقة واحدة و40 ثانية في المرة الأولى، ومدة 9 دقائق و10 ثوانٍ في الثانية. وفي اليوم الثاني، هزم 12 مصارعاً، وبالتالي قُبل بالمنافسة على البطولة الرسمية.

### النزال ضد ستانيسلاس زبيشكو
أُعلن عن نزاله ضد بطل العالم ستانيسلاس زبيشكو وتم تحديد تاريخ النزال في 10 من شهر أيلول سنة 1910. يعتبر زبيشكو آنذاك من بين المصارعين البارزين في العالم؛ وسيخوض التحدي الضخم من قبل المهيب لدى الهنود غاما العظيم، الذي لم يتلقى أي هزيمة وهو لم ينجح في محاولته لإقناع فرانك غوتش على خوض نزال. لذا في 10 من شهر أيلول سنة 1910، واجه زبيشكو غاما العظيم في نهائيات بطولة جون بول العالمة في لندن. كانت جائزة المباراة 250 جنيهاً إسترلينياً وحزام جون بول. وفي غضون دقيقة واحدة، تم إسقاط زبيشكو ارضاً وظل في هذه الوضعية لمدة ساعتين و 35 دقيقة من المباراة.  كانت هناك بضع لحظات قصيرة عندما كان زبيشكو على وشك النهوض، ولكن سرعان ما عاد لوضعيته السابقة.  وأخذ لنفسه إستراتيجية دفاعية تتمثل في البقاء مستلقياً على الأرض من أجل إبطال القوى الرهيبة لدى غاما العظيم، أرغم زبيشكو  الأسطورة الهندية على التعادل بعد قرابة ثلاث ساعات من النزال، وغضب العديد من المشجعين الحاضرين إزاء افتقار زبيشكو للمثابرة. ومع ذلك، لا يزال زبيشكو واحداً من المصارعين القلائل الذين قابلوا غاما العظيم دون أن يهزموا؛ وتقرر على المصارعين أن يواجها بعضهما البعض مرة أخرى في 17 من شهر أيلول سنة 1910. وفي ذلك التاريخ، فشل زبيشكو من القدوم وتم الإعلان على ان غاما هو الفائز بشكل افتراضي.  فحصل على الجائزة وحزام جون بول. وبعد الحصول على هذا الحزام  لُقّبَ غاما رستام- أي-زمانا أو بطل العالم ولكن ليس البطل المهيمن على العالم لأنه لم يهزم زبيشكو على الحلبة.

### النزالات ضد ابطال أميركا وأوروبا
خلال هذه الجولة، هزم غاما العديد من المصارعين الكبار في العالم، وهم «دوك» بنجامن رولر من الولايات المتحدة، وموريس ديريز من دولة سويسرا، ويوهان ليم (البطل الأوروبي) من سويسرا ايضاً، وجيسي بيترسون (البطل العالمي) من دولة السويد. وفي المباراة ضد رولر، رمى جاما «دوك» 13 مرة في المباراة التي استغرقت 15 دقيقة. وأطلق غاما تحديا لبقية أولئك الذين طالبو للحصول على لقب بطل العالم، بما في ذلك بطل الجودو الياباني تارو مياكي، وجورج هاكنشميدت من روسيا وفرانك غوتش من الولايات المتحدة- ورفض كل منهم دعوته للنزال فوق الحلبة ومواجهته. وفي مرحلة ما، من أجل الإعلان لخوض نوع من المنافسة، قدم غاما لخوض نزال ضد عشرين مصارعاً إنجليزياً، واحداً تلو الآخر. وقال بأنه إما سيهزمهم جميعاً أو سيدفع أموال الجائزة، ومع هذا لم يقبل أحد تحديه.[بحاجة لمصدر]

### المواجهة الاخيرة مع رحيم بكش سلطاني والا
بعد وقت قصير من عودته من إنجلترا، واجه غاما رحيم بكش سلطاني والا في الاهاباد. أنهت هذه المباراة في نهاية المطاف الصراع الطويل بين عمودي المصارعة الهندية في ذلك الوقت لصالح غاما وفاز بلقب رستم-أي-هند أو البطل المهيمن على الهند. وفي وقت لاحق من حياته عندما سُئل من كان أقوى منافسيه، أجاب غاما، «رحيم بكش سلطاني والا».[بحاجة لمصدر]

### إعادة النزال مع زبيشكو
بعد فوزه على رحيم بكش سلطاني والا، واجه غاما بانديت بيدو،[بحاجة لمصدر] الذي كان من بين أفضل المصارعين في الهند في ذلك الوقت سنة (1916)، وهزمه.
في عام 1922، وأثناء زيارة للهند، قدّم أمير ويلز  جائزة الصولجان الفضي
لم يواجه غاما أي خصم حتى عام 1927، عندما أُعلن أن غاما وزبيشكو سيواجهان بعضهما البعض مرة أخرى. التقيا في باتيالا في كانون الثاني سنة 1928. وعند دخول المباراة، أظهر زبيشكو «بنية جسمانية وعضلية قوية» وقيل ان غاما «بدا شكله نحيف أكثر من المعتاد».  ومع ذلك، تمكن من استرجاع سابق عهده بسهولة وفاز في المباراة في غضون دقيقة واحدة، فحصل على النسخة الهندية للبطل المهيمن على بطولة العالم للمصارعة . وبعد المباراة  أثنى زبيشكو عليه، وأطلق عليه لقب «النمر».
في الثامنة والأربعين من العمر كان يعرف بأنه  «المصارع العظيم» للهند.

### النزال مع بالرام هيرامان سنغ ياداف
بعد هزيمة زبيشكو، فاز غاما على جيسي بيترسن في شهر شباط سنة 1929. واستغرقت المباراة مدة دقيقة ونصف فقط. وكانت هذه المباراة الأخيرة التي خاضها غاما خلال مسيرته. وفي الأربعينيات من القرن الماضي، تمت دعوته من قبل نظام ولاية حيدر أباد وهزم جميع مصارعيه.  أرسله النظام بعد ذلك لمواجهة المصارع بالرام هيرامان سينغ ياداف، الذي لم يهزم في حياته. كان النزال طويل جدا. ولم يتمكن غاما من هزيمة هيرامان وفي نهاية المطاف لم يفز أي مصارع. كان هيرامان أحد أقوى المصارعين الذين واجههم غاما.[بحاجة لمصدر]
بعد الاستقلال وتقسيم الهند عام 1947، انتقل غاما إلى باكستان.  وخلال أعمال الشغب بين الهندوس والمسلمين التي اندلعت بعد التقسيم، أنقذ غاما المسلم مئات الهندوسيين من الحشود في لاهور. وعلى الرغم من أن جاما لم يتقاعد حتى عام 1952، إلا أنه لم يواجه أي خصوم آخرين.  بعد تقاعده، قام بتدريب ابن أخيه بولو باهالوان، الذي حصد بطولة المصارعة الباكستانية لمدة تقارب العشرين عاماً.

## الوفاة
توفى غاما العظيم في مدينة لاهور، باكستان في 23 من شهر أيار عام 1960 بعد فترة من المرض.  وقد منحته الحكومة أراضاً ومعاشاً شهرياً ودعمت نفقاته الطبية حتى وفاته.

## روابط خارجية
- غاما العظيم على موقع CageMatch worker (الإنجليزية)